# Pražské slunce

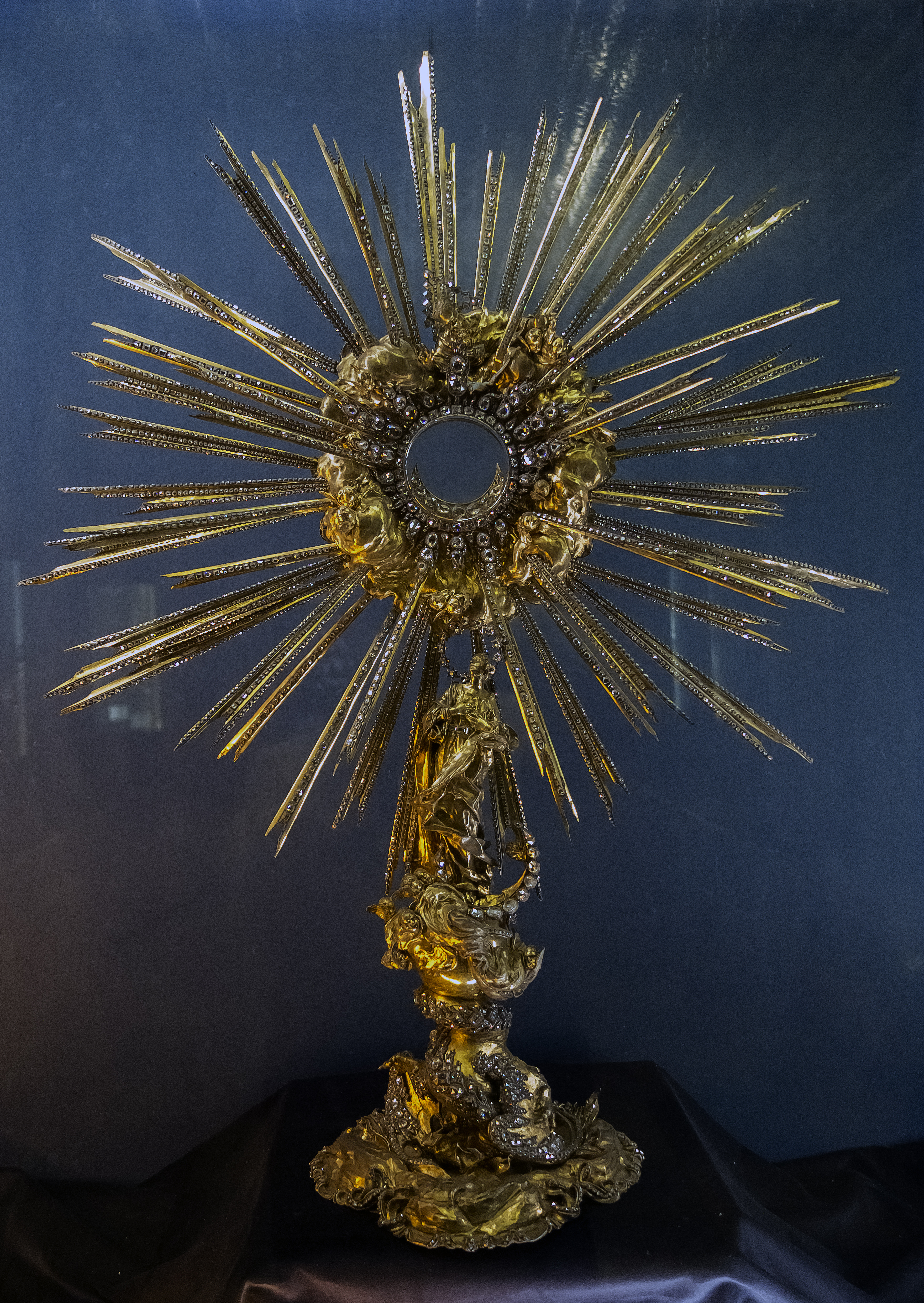
Pražské slunce

Pražské slunce nebo Zlaté slunce je patrně nejcennější česká barokní monstrance z ryzího zlata s bohatstvím diamantové výzdoby. Monstrance je součástí stálé expozice Loretánského pokladu. 

## Vznik
Zhotovili ji v letech 1696–1699 pro pražskou Loretu vídeňský zlatník Johann Baptista Khünischbauer (Känischbauer) a klenotník Matthias Stegner s tovaryši, podle grafického návrhu vídeňského dvorního architekta Jana Bernarda Fischera z Erlachu (1656–1723). Nechal ji zhotovit patron pražské Lorety Václav Ferdinand hrabě z Lobkowicz (†8. 10. 1697) a jeho manželka hraběnka Marie Sophie, rozená z Dietrichsteinu. Právě Marie Sophie rozhodla, že cenná monstrance bude vyhotovena ve Vídni. Díky jejímu bratrovi Filipovi hraběti Dietrichsteinovi byl k návrhu osloven právě Fischer z Erlachu. Hotové dílo při převozu z Vídně do Prahy roku 1699 musela doprovázet ozbrojená eskorta vojáků. 
K její výzdobě bylo použito 6 222 diamantů, které pražským kapucínům spolu se zlatem a stříbrem pro tento účel odkázala v závěti ze dne 20. dubna 1695 Ludmila Eva Františka hraběnka Krakowská z Kolowrat, rozená Hiserlová z Chodova (1616–1695), vdova po Vilému Albrechtu I. Kolowratském z Kolowrat (1600–1688). Tradující se tvrzení, že diamanty pocházejí z jejích svatebních šatů, ovšem není historicky doloženo.

## Podoba
Monstrance má 54 zlatých paprsků, je 89,5 cm vysoká, 70–72 cm široká a váží přes dvanáct kilogramů. Středová schránka na Nejsvětější Svátost jako by se vznášela v gloriole paprsků zářících diamantů, podepřena dynamickou postavou Panny Marie Immaculaty.